# Further (The Chemical Brothers)
| Recensione     | Giudizio |
| -------------- | -------- |
| AllMusic       |          |
| NME            |          |
| Piero Scaruffi |          |
| Pitchfork      | 8/10     |
| The Guardian   |          |

Further è il settimo album in studio del duo musicale britannico The Chemical Brothers, pubblicato a tre anni di distanza dal precedente We Are the Night.
Il disco contiene otto inediti ed è stato consegnato nei negozi italiani il 15 giugno 2010 in tre versioni: CD singolo, CD+DVD e doppio LP.
Nel DVD sono presenti le visual che accompagneranno i brani durante i live set: disegni animati, ologrammi, videoclip, prodotti e diretti dai filmaker (collaboratori di sempre) Adam Smith e Marcus Lyall.

## Tracce
1. Snow – 5:07
2. Escape Velocity – 11:57
3. Another World – 5:40
4. Dissolve – 6:21
5. Horse Power – 5:51
6. Swoon – 6:05
7. K+D+B – 5:40
8. Wonders of the Deep – 5:13

Traccia bonus nell'edizione giapponese
1. Don't Think – 7:44

Traccia bonus per i possessori di iTunes Pass
1. Pourquoi – 6:02

## Classifiche

### Classifiche settimanali
| Classifica (2010) | Posizione massima |
| ----------------- | ----------------- |
| Australia         | 9                 |
| Austria           | 48                |
| Belgio (Fiandre)  | 21                |
| Belgio (Vallonia) | 10                |
| Francia           | 34                |
| Germania          | 35                |
| Italia            | 22                |
| Paesi Bassi       | 42                |
| Spagna            | 28                |
| Stati Uniti       | 63                |
| Svizzera          | 5                 |